# Gazaupouy
 Gazaupouy  là một xã thuộc tỉnh Gers trong vùng Occitanie tây nam nước Pháp. Xã này có độ cao 83-220 mét trên mực nước biển.